# ساموئل جی. تیلدن
 ساموئل جی تیلدن (انگلیسی: Samuel J. Tilden؛ ۹ فوریهٔ ۱۸۱۴ – ۴ اوت ۱۸۸۶) یک سیاستمدار اهل ایالات متحده آمریکا بود. وی به مدت یک سال فرماندار نیویورک بود و کاندیدای ریاست‌جمهوری آمریکا در سال ۱۸۷۸ نیز شده‌بود.